# SkyTeam
SkyTeam ist eine im Jahr 2000 gegründete Luftfahrtallianz. Sie ist mit 18 Mitgliedern nach der Star Alliance die zweitgrößte Luftfahrtallianz der Welt.

## Strukturdaten

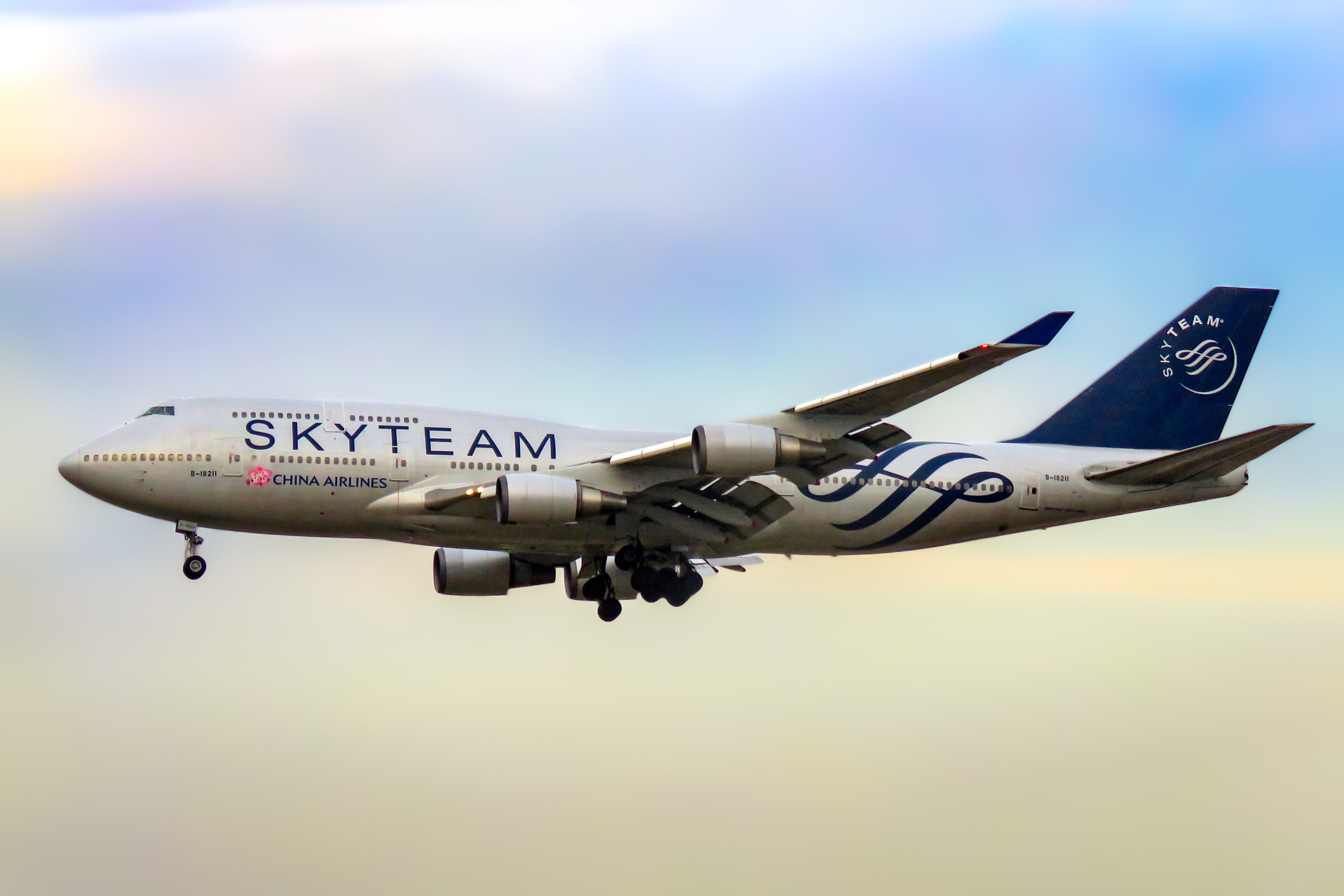
Boeing 747-400 der China Airlines in SkyTeam-Sonderlackierung

Mit Stand Dezember 2024 umfasste der SkyTeam-Verbund 19 Vollmitglieder. Diese unterhalten ein Netzwerk von mehr als 1000 Zielen und 750 Lounges in über 160 Ländern mit rund 14.000 täglichen Abflügen. Die SkyTeam Mitglieder transportieren im Jahr etwa 620 Millionen Passagiere. Bei den verschiedenen Vielfliegerprogrammen der Mitglieder sind insgesamt rund 235 Millionen Mitglieder registriert.

## Mitglieder
Die unten genannten Gesellschaften sind Mitglieder in der SkyTeam-Allianz. Es bestehen untereinander umfangreiche Abkommen zur Zusammenarbeit wie etwa Codeshare-Agreements, gegenseitige Nutzung von Flughafenlounges sowie die Abstimmung und Kompatibilität bei Vielfliegerprogrammen und deren Status.
Im Juni 2010 wurde das zusätzliche Partnerprogramm abgeschafft; die bisherigen SkyTeam-Partner Air Europa und Kenya Airways sind im Zuge dessen zu Vollmitgliedern aufgestiegen.
| Fluggesellschaft          | Herkunftsland          | Logo                           | Beitritt | Flugzeuge | PAX Mio./Jahr |
| ------------------------- | ---------------------- | ------------------------------ | -------- | --------- | ------------- |
| Aerolineas Argentinas     | Argentinien            | Logo der Aerolíneas Argentinas | 2012     | 83        | 14            |
| Aeroméxico 1              | Mexiko                 |                                | 2000     | 114       | 24,5          |
| Air Europa                | Spanien                |                                | 2010     | 52        | 11            |
| Air France 1              | Frankreich             |                                | 2000     | 256       | 94            |
| China Airlines            | Taiwan                 |                                | 2011     | 84        | 9,6           |
| China Eastern             | Volksrepublik China    |                                | 2011     | 785       | 115,6         |
| Delta Air Lines 1         | Vereinigte Staaten     |                                | 2000     | 1279      | 190           |
| Garuda Indonesia          | Indonesien             |                                | 2014     | 71        | 8,3           |
| Kenya Airways             | Kenia                  |                                | 2010     | 34        | 5             |
| KLM Royal Dutch Airlines  | Niederlande            |                                | 2004     | 110       | 25,2          |
| Korean Air 1              | Südkorea               |                                | 2000     | 156       | 20            |
| Middle East Airlines      | Libanon                |                                | 2012     | 21        | 2,7           |
| Saudi Arabian Airlines    | Saudi-Arabien          |                                | 2012     | 161       | 23,7          |
| SAS Scandinavian Airlines | Schweden               |                                | 2024     | 84        | 23,7          |
| TAROM                     | Rumänien               |                                | 2010     | 14        | 2,3           |
| Vietnam Airlines          | Vietnam                |                                | 2010     | 95        | 24,1          |
| Virgin Atlantic Airways   | Vereinigtes Königreich |                                | 2023     | 44        | 5,3           |
| Xiamen Airlines           | Volksrepublik China    |                                | 2012     | 172       | 29            |

Quelle: SkyTeam.com

## Ehemalige Mitglieder und Partner
Folgende Fluggesellschaften waren Vollmitglieder oder Partner des SkyTeam und sind wieder ausgeschieden.
| Fluggesellschaft        | Herkunftsland       | Logo | Status       | Beitritt | Ausstieg | Grund des Austritts                                                                                  |
| ----------------------- | ------------------- | ---- | ------------ | -------- | -------- | --- |
| Aeroflot                | Russland            |      | Vollmitglied | 2006     | 2022     | Mitgliedschaft in Folge der russischen Invasion in die Ukraine suspendiert                           |
| Alitalia                | Italien             |      | Vollmitglied | 2001     | 2021     | Betrieb wurde am 15. Oktober 2021 durch ITA Airways übernommen                                       |
| China Southern Airlines | Volksrepublik China |      | Vollmitglied | 2007     | 2019     | setzt künftig ausschließlich auf Kooperationen                                                       |
| Continental Airlines    | Vereinigte Staaten  |      | Vollmitglied | 2004     | 2009     | wechselte im Rahmen der Fusion mit United Airlines zur Star Alliance                                 |
| Copa Airlines           | Panama              |      | Partner      | 2006     | 2009     | verließ SkyTeam zusammen mit Continental Airlines und ist im Juni 2012 der Star Alliance beigetreten |
| Czech Airlines          | Tschechien          |      | Vollmitglied | 2001     | 2024     | Betrieb wurde am 26. Oktober 2024 eingestellt                                                        |
| ITA Airways             | Italien             |      | Vollmitglied | 2021     | 2025     | wechselt im Rahmen der Teilübernahme durch die Lufthansa Group zur Star Alliance                     |
| Northwest Airlines      | Vereinigte Staaten  |      | Vollmitglied | 2004     | 2010     | wurde in SkyTeam-Mitglied und Muttergesellschaft Delta Air Lines integriert                          |